# Trioza umalii
Trioza umalii är en insektsart som först beskrevs av Miyatake 1972.  Trioza umalii ingår i släktet Trioza och familjen spetsbladloppor.
Artens utbredningsområde är Filippinerna. Inga underarter finns listade i Catalogue of Life.